# Rectificación Informativa
Rectificación Informativa se refiere al derecho y al proceso mediante el cual una persona puede solicitar la corrección de información publicada que considera inexacta, errónea o falsa, especialmente en medios de comunicación. Este concepto está vinculado al derecho al honor y a la buena reputación, permitiendo a las personas afectadas por la difusión de hechos no veraces exigir una corrección pública.

## Introducción
La "Rectificación Informativa" en el ámbito de los medios de comunicación y la protección de los derechos individualeses crucial por varias razones. Primero, garantiza el derecho al honor y a la buena reputación, permitiendo a las personas afectadas por información falsa o inexacta en los medios solicitar una corrección. Esto es especialmente importante en una era donde la información se difunde rápidamente y puede tener un impacto significativo en la percepción pública de un individuo.
En segundo lugar, la rectificación informativa fomenta la responsabilidad y la precisión en el periodismo. Los medios de comunicación tienen una influencia poderosa en la formación de la opinión pública, y es esencial que se adhieran a estándares de veracidad y justicia. Al ofrecer un mecanismo para corregir errores, se promueve un periodismo más ético y responsable.
Finalmente, este derecho equilibra la libertad de expresión con la protección de otros derechos fundamentales. Mientras que la libertad de prensa es vital para una sociedad democrática, también lo es proteger a las personas de daños injustificados debido a información incorrecta. La rectificación informativa proporciona un medio para alcanzar este equilibrio, asegurando que los medios puedan informar libremente, pero con un sentido de responsabilidad hacia la veracidad y la justicia.

## Origen y Concepto
El concepto de "Rectificación Informativa" tiene sus raíces en la necesidad histórica de proteger el honor y la reputación de las personas frente a la difusión de información falsa o inexacta. Aunque el término y su aplicación específica en los medios de comunicación son relativamente modernos, la idea de corregir errores o falsedades públicas se remonta a siglos atrás.
En la historia, vemos que con el surgimiento de la imprenta y luego con el desarrollo de los medios de comunicación masivos, se hizo cada vez más necesario regular la información publicada para proteger a los individuos de difamaciones o acusaciones falsas. Esto llevó a la creación de leyes y regulaciones que permiten a las personas solicitar correcciones públicas cuando se publican hechos incorrectos sobre ellas.
En el contexto legal y periodístico moderno, la rectificación informativa se ha convertido en una herramienta clave para garantizar la responsabilidad de los medios, equilibrando la libertad de expresión con el derecho al honor y la reputación personal. Su desarrollo histórico refleja la creciente conciencia sobre la importancia de la precisión informativa y la protección de los derechos individuales en una sociedad democrática.

## Marco Legal
El marco legal relacionado con la "Rectificación Informativa" en el contexto iberoamericano, incluyendo España y América Latina, se basa en principios fundamentales que protegen los derechos al honor, a la intimidad personal y familiar, y a la propia imagen. Estos derechos están establecidos en diferentes legislaciones y se aplican especialmente en el ámbito de la información y los medios de comunicación.
En España, por ejemplo, el derecho a la rectificación está recogido en la Constitución Española de 1978. El artículo 20 garantiza el derecho a comunicar o recibir libremente información veraz por cualquier medio de difusión. Además, la Ley Orgánica 2/1984, del 26 de marzo, regula el derecho de rectificación, otorgando a cualquier persona el derecho a rectificar informaciones que consideren inexactas y que le afecten negativamente.
En América Latina, los países han adoptado marcos legales similares que reconocen y protegen el derecho a la rectificación informativa. Por ejemplo, en México, la Ley Reglamentaria del Artículo 6º Constitucional en Materia de Derecho de Réplica establece el derecho de cualquier persona a que se rectifique la información que se considere falsa o inexacta y que le cause agravio. Similarmente, otros países latinoamericanos cuentan con legislaciones que reconocen este derecho, adaptándose a las particularidades de cada sistema jurídico nacional.
Es importante destacar que, aunque los marcos legales varían entre países, el principio subyacente es el mismo: garantizar que las personas tengan un recurso legal para defenderse contra la difusión de información que pueda dañar su reputación o derechos. Estos marcos legales son un elemento clave para mantener el equilibrio entre la libertad de expresión y la protección de derechos individuales en una sociedad democrática.

## Proceso y Procedimientos
El proceso y procedimientos de la "Rectificación Informativa" en los medios de comunicación generalmente siguen estas pautas:
1. Cómo y Cuándo Realizar la Rectificación: La solicitud de rectificación se debe realizar tan pronto como la persona afectada se entera de la información inexacta o falsa publicada sobre ella. Generalmente, existe un plazo legal para presentar esta solicitud, que puede variar según la legislación de cada país.
2. Quién Puede Solicitarla: Cualquier persona que se vea afectada negativamente por una información inexacta o falsa difundida en los medios tiene el derecho de solicitar una rectificación. Esto incluye no solo información que sea directamente falsa, sino también aquella que pueda ser engañosa o incompleta.
3. Procedimiento para la Solicitud: La persona afectada debe enviar una solicitud formal al medio de comunicación que publicó la información. Esta solicitud debe especificar claramente qué parte de la información se considera inexacta o falsa y, si es posible, proporcionar la información correcta.
4. Publicación de la Rectificación: Los medios de comunicación están obligados a publicar la rectificación en un plazo determinado desde la recepción de la solicitud. La rectificación debe darse en condiciones similares a la publicación original, para asegurar que tenga un alcance comparable.
5. Contenido de la Rectificación: La rectificación debe ser precisa, centrarse exclusivamente en corregir la información inexacta y no debe incluir información adicional que pueda ser interpretada como una nueva acusación o comentario.
6. Legislación Específica: Es importante tener en cuenta que cada país tiene su propia legislación sobre el derecho a la rectificación, lo que puede influir en aspectos específicos del proceso, como los plazos y el formato de la rectificación.
En resumen, la rectificación informativa es un mecanismo legal que asegura que los errores o inexactitudes en los medios de comunicación puedan ser corregidos de manera justa y oportuna, protegiendo así los derechos individuales.

## Debate y Perspectivas
El debate sobre el equilibrio entre la libertad de expresión y el derecho a la rectificación es un tema central en el ámbito de los derechos humanos y la ética periodística. Por un lado, la libertad de expresión es un pilar fundamental de las sociedades democráticas, permitiendo la difusión libre de ideas y opiniones. Sin embargo, esta libertad no es absoluta y puede estar limitada por otros derechos igualmente importantes, como el derecho al honor, a la intimidad y a la propia imagen.
En resumen, mientras la rectificación informativa es esencial para proteger los derechos individuales, su implementación requiere un cuidadoso equilibrio para no socavar la libertad de expresión. Es fundamental que los sistemas legales y los medios de comunicación trabajen juntos para asegurar que ambos derechos sean respetados y protegidos.